# Degeneria vitiensis
Degeneria vitiensis je druh rostliny a jediný zástupce čeledi Degeneriaceae nižších dvouděložných rostlin. Je to stálezelená dřevina s velkými kožovitými listy a velkými dužnatými květy s celou řadou archaických znaků. V minulosti byla považována za nejstarobylejší žijící kvetoucí rostlinu. Vyskytuje se jako endemit pouze na ostrovech Fidži. V roce 1988 byl odtud popsán nový druh, Degeneria roseiflora, často je však uváděn jen jako poddruh D. vitiensis.

## Popis
Degeneria vitiensis je stálezelená dřevina. Listy jsou aromatické, velké, kožovité, spirálně uspořádané, celokrajné, bez palistů, se zpeřenou žilnatinou. Na ploše jsou žláznatě tečkované. Květy jsou poměrně velké, úžlabní, jednotlivé, převislé na dlouhých stopkách. Kalich je trojčetný, složený z volných lístků. koruna je volná, dužnatá a opadavá, v neustáleném počtu 15-21 plátků ve 3 až 5 kruzích. Tyčinky jsou ploché, se třemi žilkami a je jich mnoho. Gyneceum je tvořené jediným svrchním, nedokonale srostlým (konduplikátním) plodolistem obsahujícím množství vajíček. Blizna sbíhá po celé délce plodolistu. Plodem je dřevitý, stopkatý měchýřek obsahující větší počet zploštělých semen.

## Rozšíření
Druh roste jako endemická rostlina pouze na ostrovech Fidži.

## Ekologické interakce
Poměrně velké oboupohlavné květy jsou opylovány brouky.

## Taxonomie
Rostlina vykazuje vícero starobylých znaků a byla považována za nejstarobylejší žijící kvetoucí rostlinu. Mezi archaické znaky náleží zejména ploché primitivní tyčinky vyživované 3 žilkami a nedokonale srostlý konduplikátní semeník se sbíhavou bliznou, dále neustálený počet květních částí a také opylování brouky.
Druh Degeneria vitiensis byl popsán v roce 1942. V roce 1988 byl z Fidži popsán další druh: Degeneria roseiflora. Někdy je uváděn jako samostatný, někdy jako poddruh D. vitiensis.